# Estação Onze
Station Eleven (pt. Estação Onze) é um romance de 2014 de Emily St. John Mandel . É o quarto romance de Mandel. O romance se passa na região dos Grandes Lagos antes e depois de uma pandemia fictícia de gripe suína, conhecida como "Gripe da Geórgia", ter devastado o mundo, matando grande parte da população. Ele ganhou o Prêmio Arthur C. Clarke em 2015.
O livro foi bem recebido pela crítica, com elogios enfatizando a natureza discreta da escrita de Mandel. Ele apareceu em várias listas de final de ano como um dos melhores romances de 2014.

## Resumo do enredo
Durante uma produção de King Lear no Elgin Theatre em Toronto, Jeevan observa o ator que interpreta Lear, Arthur Leander, ter um ataque cardíaco. Uma vez que ele começou a treinar como paramédico, Jeevan tenta ressuscitar Arthur, mas não tem sucesso. Em vez disso, ele conforta um dos atores infantis da produção, Kirsten. Depois de sair da peça, Jeevan vai dar um passeio na neve e recebe um telefonema de um de seus amigos médicos. Este amigo o avisa para sair da cidade, pois uma misteriosa gripe georgiana está se espalhando rapidamente e logo se tornará uma pandemia completa. Jeevan carrega suprimentos e vai ficar com seu irmão. Muitos dos atores, atrizes e outros que se reuniram para lamentar a morte de Arthur morreram três semanas após o início da epidemia.
Vinte anos depois, Kirsten Raymonde faz parte de um grupo nômade de atores e músicos conhecidos como "a Sinfonia Itinerante". Kirsten, que tinha 8 anos na época do surto, pouco se lembra de sua vida antes do Ano Zero, mas se apega a um conjunto de histórias em quadrinhos de dois volumes que Arthur deu a ela antes de sua morte, chamado Dr. Eleven . A trupe opera em um ciclo de dois anos viajando pela região dos Grandes Lagos e, durante esse tempo, Kirsten vasculha casas abandonadas em busca de velhos tabloides em busca de vestígios de Arthur. Depois de retornar a uma pequena cidade onde deixaram sua amiga grávida, Charlie, e seu marido, Jeremy, a trupe fica perturbada ao descobrir que não apenas seus amigos estão desaparecidos, mas a cidade está sob o controle de um misterioso profeta, que estupra garotas a quem ele afirma ser suas "esposas". A trupe sai rapidamente e está determinada a ir para o Museu da Civilização, que na verdade é um antigo aeroporto, onde eles acreditam que podem encontrar seus amigos desaparecidos. No entanto, no caminho, eles descobrem uma jovem clandestina que deixou a cidade quando foi prometida ao profeta como sua noiva. Pouco depois, os membros da trupe começam a desaparecer até que finalmente toda a trupe se foi, deixando apenas Kirsten e seu amigo August. Assustados, eles seguem para o Museu na esperança de se reencontrar com outros.

## Gênero
Embora muitas publicações tenham classificado o romance como ficção científica, a própria Mandel não acredita que a obra pertença a esse gênero, já que o romance não inclui nenhuma caso de tecnologia ficcional. Mandel afirmou que a questão de rotular sua obra de ficção científica (em oposição à ficção literária) a acompanhou em todos os seus romances. Os primeiros trabalhos de Mandel foram classificados como ficção policial, e ela afirmou que escolheu conscientemente evitar tons de mistério e crime neste trabalho, a fim de evitar ser "rotulada" como um romancista de mistério. Station Eleven também pode ser classificada como "teatro-ficção", que Graham Wolfe define como "romances e histórias que se envolvem de formas concretas e sustentadas com o teatro como prática artística e indústria".

## Adaptações
Uma adaptação cinematográfica do livro está em desenvolvimento por Scott Steindorff.
Em 18 de outubro de 2019, foi anunciado que Station Eleven seria adaptado para uma minissérie de 10 episódios que estrearia na HBO Max .

## Prêmios
O romance ganhou o Prêmio Arthur C. Clarke em maio de 2015, vencendo romances como The Girl with All the Gifts e Memory of Water . O comitê destacou o foco do romance na sobrevivência da cultura humana após um apocalipse, em oposição à sobrevivência da própria humanidade. O romance também foi finalista do National Book Award, perdendo para o ciclo de contos de Phil Klay. Também foi finalista do Prêmio PEN / Faulkner, bem como do Prêmio Baileys Feminino de Ficção.
O livro ganhou o Toronto Book Award em outubro de 2015.